# Metriopelma breyeri
Genre
Espèce
Synonymes
- Sericopelma breyerii Pérez-Miles, 2000

Metriopelma breyeri, unique représentant du genre Metriopelma, est une espèce d'araignées mygalomorphes de la famille des Theraphosidae.

## Distribution
Cette espèce est endémique du Guanajuato au Mexique,.

## Publication originale
- Becker, 1878 : Diagnoses de quelques aranéides nouvelles du Mexique. Annales de la Société Entomologique de Belgique, vol. 21, p. 77-80 (texte intégral).